# Lynchius flavomaculatus
Lynchius flavomaculatus är en groddjursart som först beskrevs av Parker 1938.  Lynchius flavomaculatus ingår i släktet Lynchius och familjen Strabomantidae. IUCN kategoriserar arten globalt som sårbar. Inga underarter finns listade i Catalogue of Life.